# Templo de la Paz

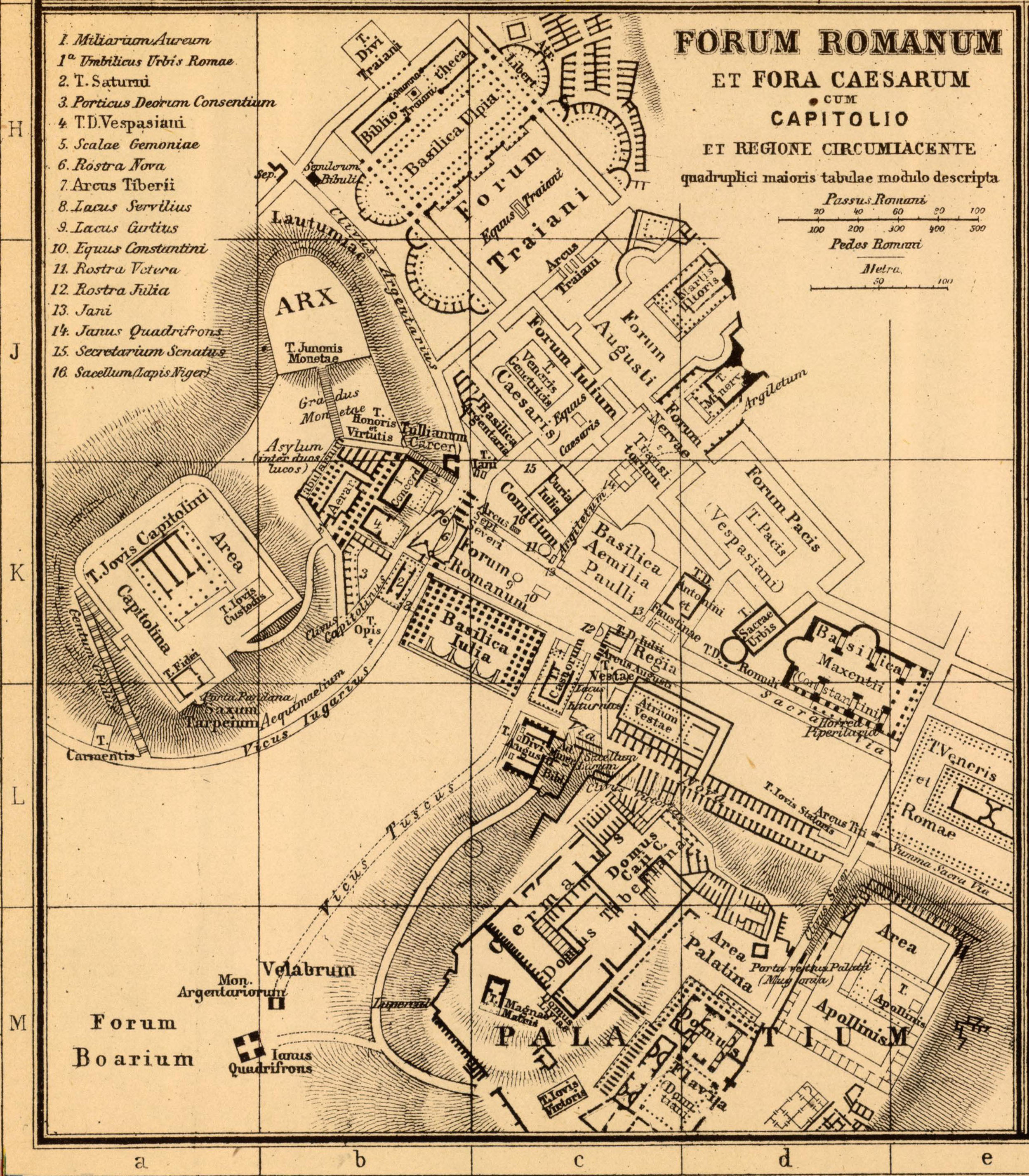
Foro romano y Foros imperiales donde aparece el Templo o Foro de la Paz de Vespasiano.

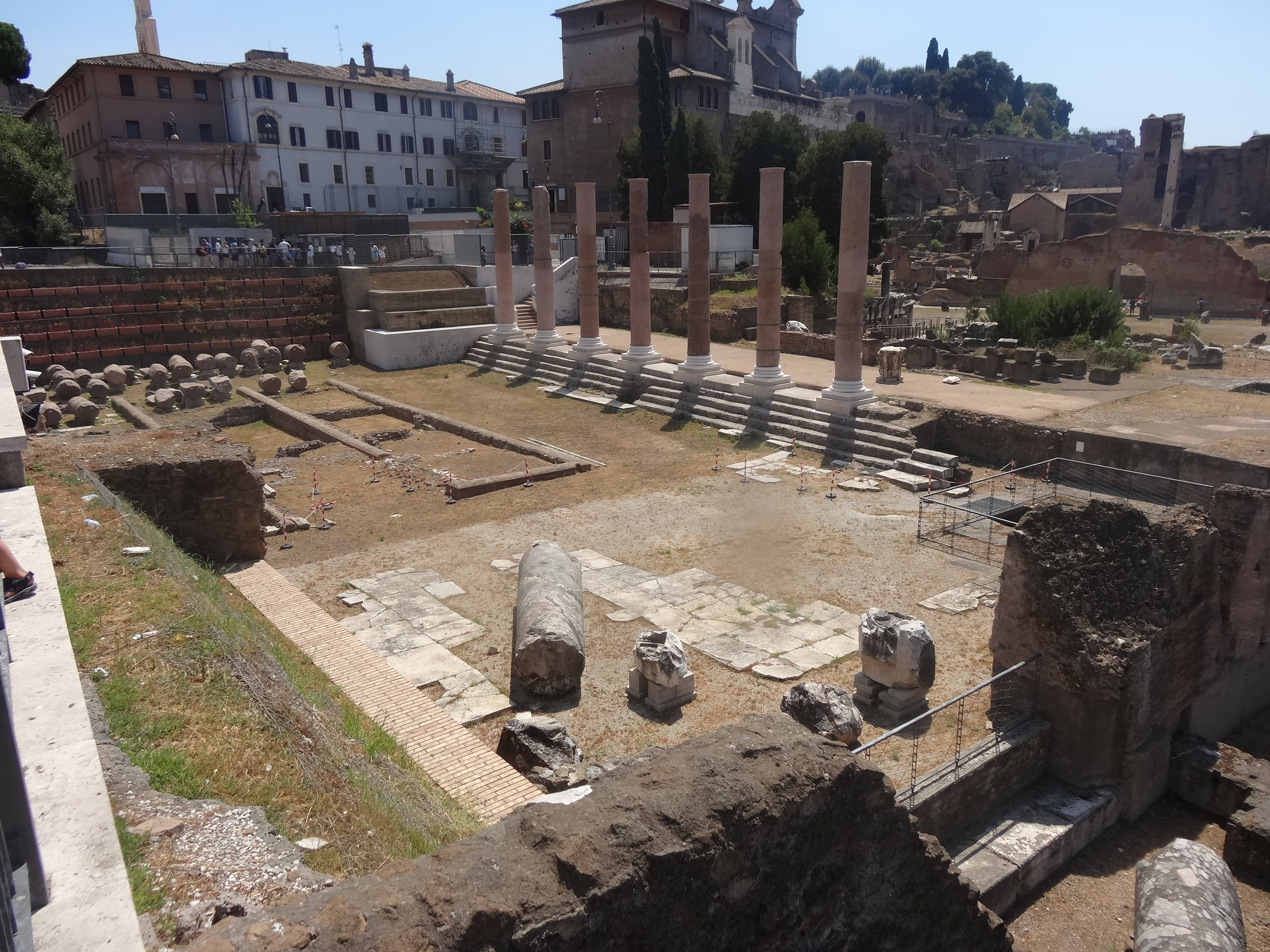
Restos del Templo o Foro de la Paz.

El Foro de la Paz o Templo de la Paz (en latín, forum Pacis y templum Pacis) es uno de los Foros Imperiales de Roma, el tercero en orden cronológico. El hecho de que esta estructura no se haya mencionado que tuviera una función civil es lo que ha impedido que fuese clasificado como un verdadero foro. Antiguamente esta estructura era llamada simplemente Templo de la Paz pero hoy día, con tal término se entiende el templo en sí en el propio foro, extendiéndose la denominación como "foro" sólo a partir de la época de Constantino I. Fue definido por sus contemporáneos como una de las maravillas del mundo.
El término "paz" no tenía el mismo significado que pueda tener en el mundo contemporáneo. Era la "paz impuesta por el emperador de Roma" o Pax Romana. Fue construido por el emperador Vespasiano (69-79, Imperator Caesar Augustus Vespasiano) y fue inaugurado en el año 75, para conmemorar su victoria en la primera guerra judeo-romana que había culminado con la conquista y destrucción de Jerusalén, por lo que también es llamado Foro de Vespasiano.
Fue construido en la zona suroriental de los Foros imperiales, en el lugar de un antiguo mercado cubierto, un macellum, que había ardido en el año 64, al lado del Foro de Augusto y del Foro de César, sólo separados de él por la antigua carretera del Argiletum, que conectaba el Foro Romano con la Subura. Hoy la mayor parte de sus restos se encuentran ocultos, debajo de la Via dei Fori Imperiali.

## Descripción
El plan del Templo de la Paz fue diferente a otros complejos anteriores. El recinto, con forma rectangular de alrededor de 135x100 metros, estaba circundado en tres de sus lados por pórticos con columnas de mármol africano y el templo, en uno de los extremos, dominando el espacio. La zona central no estaba pavimentada, sino que servía como jardín, con plantas y arbustos arreglados, con fuentes y canalizaciones de agua y estatuas, lo que le hacía parecer un verdadero museo al aire libre.
Una de las salas que se abría al final de los pórticos alojaba la Forma Urbis Romae, un mapa de mármol de la antigua Roma, realizada durante el reinado del emperador Septimio Severo entre el 203 y el 211 tallando la losa de mármol que cubría la pared. La pared es ahora parte de la fachada de la basílica de los Santos Cosme y Damian, donde aún puede verse los agujeros utilizados para montar las losas del mapa. 
El Templo de la Paz que medía en planta alrededor de 34X22 m, con una especie de pronao hexástilo y nave absidiada, albergaba la Menorá y otra parte del botín del Templo de Jerusalén y otras numerosas obras de arte, como las procedentes de la Domus Aurea, después de su expolio debido a la damnatio memoriae de Nerón.
También se situaba allí la Biblioteca de la Paz (tabularium) que contenía los archivos de la ciudad, planes catastrales y una serie de documentos relacionados con los trabajos urbanos. 